# Арон Катебе
Арон Катебе (англ. Aaron Katebe, нар. 24 січня 1992, Чилілабомбве) — замбійський футболіст, захисник клубу «Реал Кашмір». Виступав, зокрема, за клуби «Хванге» та «Нкана», а також національну збірну Замбії.

## Клубна кар'єра
Народився в місті Чилілабомбве, поряд з конголезьким кордоном. Футбольну кар'єру розпочав в «Африспортс». В юнацькій команді клубу тренувався під керівництвом відомих замбійських тренерів, які виховали Стоппілу Сунзу та Рейнфорда Калабу. Потім тренувався під керівництвом Гонора Джанзи, який тренував збірну Замбії U-20 на молодіжному кубку КОСАФА 2010. Замбійська збірна виграла цей турнір, у той же час Арон потрапив на очі скаутам з усієї Південної Африки.
У 2010 році перейшов з «Африспортс» до «Конкола Блейдс». У команді добре себе зарекомендував, зіграв у 19 матчах чемпіонату й у 2011 році перейшов до зімбабвійського клубу «Хванге». Відіграв за команду з Хванге на позиції опорного півзахисника та центрального захисника наступний сезон, став гравцем основного складу. Відзначився 4-а голами в чемпіонаті Зімбабве, проте вирішив залишити клуб. Наприкінці 2012 року до Катебе проявляли інтерес клуби з Південної Африки, Зімбабве та Замбії. Найнаполегливішими в боротьбі за Арона були зімбабвійські клуби «Дайнамоз» та «Платінум», проте в підсумку Арон обрав саме «Платінум» (Звішаване), у складі якого провів наступний рік. Більшість часу, проведеного у складі «Платінума», був основним гравцем захисту команди.
У серпні 2013 року відправився на перегляд до датського клубу Першого дивізіону «Вендсюссель», проте готувався з фарм-клубом цієї команди, «Єррінг». По завершенні перегляду повернувся до «Платинума», якому в сезоні 2013 року допоміг завоювати 4-е місце в чемпіонаті Зімбабве. У 2014 році продовжував захищати кольори «Платинума».
По ходу сезону 2014 року перейшов у «Магреб» (Тетуан), при цьому новий клуб Катебе у боротьбі за центрального захисника випередив іншого марокканський клуб, «Відад» (Касабланка). 
З 2015 року один сезон захищав кольори команди клубу «Занако». 
З 2016 року один сезон захищав кольори команди клубу «Нкана».  Граючи у складі «Нкани» також здебільшого виходив на поле в основному складі команди.
З 2017 року знову, цього разу один сезон захищав кольори команди клубу «Нкана». 
До складу клубу «Реал Кашмір» приєднався 2018 року. Станом на 26 грудня 2019 року відіграв за команду зі Срінагара 18 матчів у національному чемпіонаті.

## Виступи за збірну
Виступав за юнацьку збірну Замбіїна турнірі 4-х націй U-17, який проходив в ОАЕ. Замбійці посіли 3-є місце й ривези на батьківщину бронзові нагороди турніру. Наступного року в складі молодіжної збірної Зімбабве виграв Кубок КЕСАФА U-20. 
Вперше зіграв усі 90 хвилин у складі національної збірної Замбії 16 травня 2012 року в Луанді в товариському матчі проти Анголи. Арон розпочав матч на позиції центрального захисника, проте згодом перейшов на позицію опорного півзахисника. Після цього зіграв у матчах проти Малаві, Південної Кореї, Зімбабве та Саудівської Аравії.
Декілька разів викликався до національної збірної Замбії та брав участь у товариських матчах, Кубку КОСАФА 2015 (відзначився 2 голами) та декількох кваліфікаціях Кубка африканських націй.

### Матчі за збірну
національна збірна Замбії (неповний список)
- Ангола vs. Замбія – 16 травня 2012  – товариський матч
- Замбія vs. Малаві – 16 липня 2012  – товариський матч
- Замбія vs. Зімбабве – 8 серпня 2012  – товариський матч
- Південна Корея vs. Замбія – 15 серпня 2012 –  товариський матч
- Саудівська Аравія vs. Замбія – 5 грудня 2012  – товариський матч
- Лесото vs. Замбія – 24 березня 2013 – кваліфікація чемпіонату світу

- Замбія vs. Саудівська Аравія – 25 жовтня 2014  – товариський матч

- Mozambique vs. Zambia – 15 November 2014  – AFRICAN NATIONS CUP QUALIFIER, UNUSED SUB

- Кубок КОСАФА 2015 - 17–30 травня 2015 - Кубок КОСАФА

- Замбія vs. Гвінея-Бісау - 13 червня 2015 – кваліфікація Кубку африканських націй